# Каменный гость (опера)

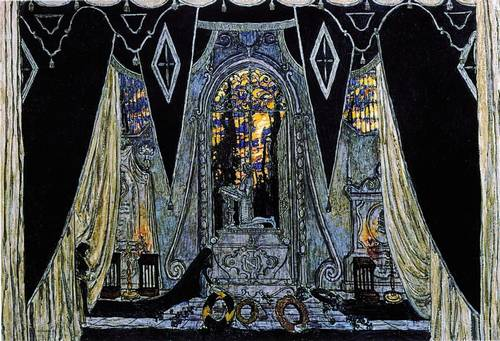
Александр Головин. Могила Командора. 1917. Эскиз декораций к опере А. С. Даргомыжского «Каменный гость»

Каменный гость — опера в трёх действиях Александра Сергеевича Даргомыжского по тексту А. С. Пушкина «Каменный гость» из цикла «Маленькие трагедии». Написана в 1866—1869 гг.
Даргомыжский не успел завершить сочинение «Каменного гостя», и оперу закончил Цезарь Кюи. Оркестровку создал Н. А. Римский-Корсаков, заодно чуть позже (в 1902 году) написав короткую увертюру.

## История написания
Идея оперы возникла у Даргомыжского в 1863 году, однако не будучи уверен в успехе, он поначалу рассматривал свою работу как опыт, творческую «разведку» и в одном из писем сообщал: «Забавляюсь над „Дон-Жуаном“ Пушкина. Пробую дело небывалое: пишу музыку на сцены „Каменного гостя“ так, как они есть, не изменяя ни одного слова» (цитирование по 100 опер. Автор М. C. Друскин). Композитор был увлечён работой, но из-за болезни сердца она продвигалась не столь быстро. Опера уже была близка к завершению, и композитор с удовольствием рассказывал о ходе работы над ней своим друзьям. Но дописать её до конца Даргомыжский не успел, смерть в январе 1869 года не позволила. Это сделали его друзья. После смерти Даргомыжского, в соответствии с его желанием, «Каменный гость» был дописан по авторским эскизам Кюи (в клавире) и оркестрован Римским-Корсаковым.
Первое исполнение оперы состоялось 4 (16) февраля 1872 года на сцене Мариинского театра в Петербурге.
В 1987 г. Михаил Коллонтай оркестровал оперу без дополнений и поправок Кюи и Римского-Корсакова (постановка — г. Клагенфурт, Австрия).

## Значение произведения

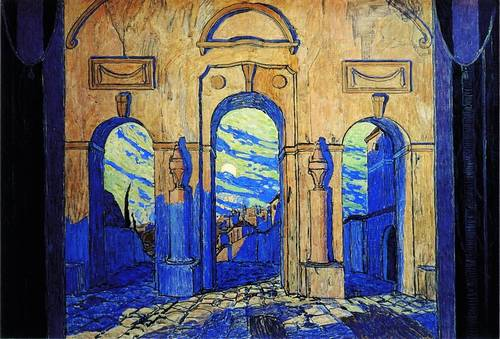
Александр Головин. У стен Мадрида. 1917. Эскизы декораций к опере А. С. Даргомыжского «Каменный гость»

В течение долгих лет имя Даргомыжского связывалось исключительно с оперой «Каменный гость» как с произведением, оказавшим большое влияние на развитие русской оперы. Опера написана в новаторском по тем временам стиле: в ней нет ни арий, ни ансамблей, она целиком построена на «мелодических речитативах» и декламации, положенных на музыку. Как цель выбора такого языка Даргомыжский ставил не только отражение «драматической правды», но и художественное воспроизведение с помощью музыки человеческой речи со всеми её оттенками и изгибами. Позднее принципы оперного искусства Даргомыжского были воплощены в операх М. П. Мусоргского — «Борисе Годунове» и особенно ярко в «Хованщине». Сам Мусоргский уважал Даргомыжского и в посвящениях  к нескольким из своих романсов назвал его «учителем музыкальной правды».
Это было время нового веяния в искусстве Европы, время ухода от напыщенности классицизма и наигранности романтизма и становления новых принципов реализма. Молодые русские музыканты, группировавшиеся вокруг Балакирева — Римский-Корсаков, Кюи, Мусоргский, Даргомыжский стали провозвестниками этих новых музыкальных форм в России. Они создали новый исторически-психологический тип русской оперы, направив её на новый путь, основанный на национальной идентичности, уйдя от сложившейся европейской итальянской благозвучной лёгкости.
Все персонажи «Каменного гостя» досконально выверены психологически, именно музыкальное отображение психологических характеров, причём каждого персонажа, а не только главных героев, более всего важно для композитора.
- Ст. А. С. Даргомыжский «Каменный гость»  (По книге: Виктор Коршиков. Хотите, я научу вас любить оперу. О музыке и не только. Москва: Студия ЯТЬ, 2007):

Вся опера идёт восемьдесят минут. Основное её достоинство — новый, ни разу не использованный стиль музыкального диалога. Все мелодии являются тематическими, а персонажи «говорят ноты». Этот стиль впоследствии развил М. П. Мусоргский.

Дон Жуан — универсальная фигура. Он не бесчувственный и не глупый человек. Как мы узнаем от Лауры, он пишет стихи. Он по-дружески относится к Лепорелло. Но у него есть мания — женщины. (…) Для таких людей, как он, любовь значит гибель — и… он умирает. 
Лепорелло — типичный оперный слуга. Умный, хитрый, более моральный, чем его господин, он главный комический герой оперы. 

Лаура — универсальный тип актрисы того времени. Поющая, меняющая любовников и открыто предпочитающая мужское общество. Она любит быть центром внимания. Жуан (и Карлос) вызывают в ней симпатии именно потому, что она привыкла быть «начальником в любви», а эти двое не боятся её оскорбить и сами берут верх над ней. 

Донна Анна — полная противоположность Лауры. Она скромна, вышла замуж без любви, а лишь ради «положения» и более всего на свете дорожит своей честью. Хотя она должна быть главной героиней оперы, и Пушкин, и Даргомыжский с неменьшей симпатией относились к Лауре.
Без «Каменного гостя» нельзя представить себе развитие русской музыкальной культуры. Именно три оперы — «Иван Сусанин», «Руслан и Людмила» и «Каменный гость» создали Мусоргского, Римского-Корсакова и Бородина. «Сусанин» — опера, где главным героем является народ, «Руслан» — мифический, глубоко русский сюжет, и «Гость», в котором драма превосходствует над сладкой красотой звучания.

Опера «Каменный гость» стала одним из «основополагающих камней», заложенных в развитии русского музыкального искусства. Без неё невозможно не только изучение русской музыки, но и общей русской культуры. Опера сочинена по почти не изменённому тексту пушкинской трагедии. Необычен вокальный стиль: «Каменный гость» целиком написан речитативом (исключение — две песни Лауры, которые она исполняет своим гостям). И наконец, музыкальное выражение разных психологических характеров: «Даргомыжский находит очень различные выразительные музыкальные краски и для пылкого Дон Жуана, и для смиренной, а порой лукавой Донны Анны, и для грубоватого, но наделенного живым юмором Лепорелло» (См. Соловцев А. Книга о русской опере. М., 1960. С.72).

## Действующие лица
- Дон-Жуан (тенор)
- Лепорелло (бас)
- Донна Анна (сопрано)
- Дон Карлос (баритон)
- Лаура (меццо-сопрано)
- Монах (бас)
- 1-й гость (тенор)
- 2-й гость (бас)
- Статуя командора (бас)

## Сюжет
Сюжет оперы полностью соответствует тексту самого произведения Пушкина. И в этом тоже проявилось новаторство оперы.

### 1 акт

#### Картина первая
Дон Жуан, изгнанный из Мадрида за убийство соперников, но всё же тайно вернувшийся туда со своим верным слугой Лепорелло, укрывается при монастырском кладбище в окрестностях Мадрида. Вспоминая былые приключения, он собирается продолжить их, вновь проникнув в город. От монаха Дон Жуан узнает, что это кладбище каждый день посещает Донна Анна, вдова некогда убитого им на дуэли командора де Сальва. Увидев её, решает с ней познакомиться с тем, чтобы соблазнить и её. А пока спешит в Мадрид.

#### Картина вторая
В доме актрисы Лауры собрались гости: друзья и поклонники. Пение Лауры приводит гостей в восторг. Но один из гостей, Дон Карлос, узнав, что слова исполненной песни сочинены её прежним возлюбленным Дон Жуаном, приходит в бешенство — этот негодяй убил его родного брата! Лаура готова прогнать дерзкого кавалера, однако гости примиряют их и после новой песни расходятся. А Лаура решает оставить у себя вспыльчивого Дона Карлоса: он ей понравился. Их беседу нарушает появление Дон Жуана. Лаура радостно бросается к нему. Поединок неизбежен, и Дон Карлос настаивает на том, чтобы он состоялся немедленно. Соперники бьются, и Дон Жуан убивает Дона Карлоса.

### 2 акт
Убив Дон Карлоса, Дон Жуан опять в монастыре, где укрывается под видом отшельника. Каждый день к могиле мужа-командора приходит Донна Анна. Дон Жуан знакомится с ней, называясь Доном Диего. Со смешанным чувством любопытства и страха слушает она его. И уступает. Донна Анна соглашается принять его завтра у себя в доме. Упоенный победой Дон-Жуан бросает дерзкий вызов судьбе: он приглашает на завтрашнее свидание командора с тем, чтобы тот стоял во время встречи на часах. Леденящий ужас охватывает его и Лепорелло, когда они видят, что статуя в ответ на приглашение кивает в знак согласия.

### 3 акт
Комната в доме Донны Анны. Пылкие признания не могут оставить холодным сердце молодой женщины. Но вот Дон Жуан обронил неосторожное слово о своей виновности перед Донной Анной. Нет, он не хочет касаться этой мрачной тайны, иначе Донна Анна его возненавидит! Но она настаивает, и Дон Жуан, убедившись, что успел вызвать ответное чувство, открывает своё имя. Он не раскаивается в том, что убил командора, и готов умереть от её руки. Но в сердце Донны Анны нет ненависти, она осознает свою ответную любовь к сопернику, убившему её мужа. Дон Жуан торжествует, но в этот момент слышатся тяжелые шаги, и вот появляется статуя командора. Донна Анна падает без чувств, а командор протягивает руку Дону Жуану, и тот, полный неукротимого азарта и бесстрашия, отвечает на рукопожатие каменной статуи, протягивая ему руку. И тут же оба проваливаются в преисподнюю.

## Постановки
- Премьера состоялась 16 февраля 1872 года в Мариинском театре (дирижёр Направник; Дон Жуан — Комиссаржевский, Донна Анна — Платонова, Лаура — Ильина, Дон Карлос — Мельников, Лепорелло — О. Петров).
- В 1887 году осуществлена постановка на сцене частного оперного театра Солодовникова в Москве на Кузнецком мосту.
- В новой оркестровой редакции Римского-Корсакова постановка 19 декабря 1906 года, Большой театр (дирижёр Сук, режиссёр Михайлов; Дон Жуан — Боначич, Донна Анна — Хренникова, Лаура — Азерская, Дон Карлос — Грызунов, Лепорелло — Лосский).
- В 1915 году опера была поставлена в Петрограде, в театре Музыкальной драмы под руководством М. Бихтера.
- 27 января 1917 года — новая постановка в Мариинском театре (дирижёр Малько, режиссёр Мейерхольд, художник Головин; Дон Жуан — Алчевский, Донна Анна — Черкасская, Лаура — Павлинова, Дон Карлос — Тартаков, Лепорелло — Шаронов).
- В 1925 году постановка в Оперной студии Ленинградской консерватории.
- В 1936 году — в концертном исполнении, запись Всесоюзного радио.
- В 1959 году — в концертном исполнении. Москва (дирижёр Хайкин; Дон Жуан — Масленников, Донна Анна — Вишневская, Лаура — Архипова, Лепорелло — Абрамов, Дон Карлос — Киселёв).
- В 2016 году — Большой театр. Режиссёр-постановщик Д. Белянушкин, дирижёр — Антон Гришанин, художник-постановщик — Виктор Шилькрот. Дон Жуан — Фёдор Атаскевич, Донна Анна — Анна Нечаева, Лаура — Агунда Кулаева, Лепорелло — Пётр Мигунов, Дон Карлос — Николай Казанский, Статуя Командора — Валерий Гильманов

За рубежом: Зальцбург (1928, на русском языке), Прага (1935). Издания: «К. г.», СПБ, Бессель, [1871]; новое издание в инструментовке Н. А. Римского-Корсакова, СПБ, Бессель, 1906, и М., Музгиз, 1929.

## Фильм
- Каменный гость (фильм, 1967)

## Аудиозаписи
| Год  | Организация                     | Дирижёр         | Солисты | Лейбл звукозаписи и каталожный номер                      | Примечания |
| ---- | ------------------------------- | --------------- | --- | --------------------------------------------------------- | ---------- |
| 1946 | Хор и оркестр Всесоюзного радио | Александр Орлов | Дон Гуан — Дмитрий Тархов, Лепорелло — Георгий Абрамов, Донна Анна — Наталья Рождественская, Лаура — Нина Александрийская, Дон Карлос — Даниил Демьянов, Монах — Константин Поляев, Статуя Командора — Алексей Королёв                                                       | Мелодия: М10 47021-4 (издание 1986 г.)                    |            |
| 1960 | Оркестр Всесоюзного радио       | Борис Хайкин    | Дон Гуан — Алексей Масленников, Лепорелло — Георгий Панков, Донна Анна — Галина Вишневская, Лаура — Ирина Архипова, Дон Карлос — Владимир Захаров, Монах — Алексей Королёв, Статуя Командора — Геннадий Троицкий                                                             | Д 08975-8 (издание 1961 г.), С 0299-302 (издание 1962 г.) |            |
| 1977 | Оркестр Большого театра         | Марк Эрмлер     | Дон Жуан — Владимир Атлантов, Лепорелло — Александр Ведерников, Донна Анна — Тамара Милашкина, Лаура — Тамара Синявская, Дон Карлос — Владимир Валайтис, Монах — Лев Вернигора, 1-й гость — Виталий Власов, 2-й гость — Виталий Нартов, Статуя Командора — Владимир Филиппов | Мелодия: С10-09155-8                                      |            |
| 1995 | Оркестр Большого театра         | Андрей Чистяков | Дон Жуан — Николай Васильев, Лепорелло — Вячеслав Почапский, Донна Анна — Марина Лапина, Дон Карлос — Николай Решетняк, Лаура — Татьяна Ерастова, Монах — Борис Бежко, 1-й гость — Александр Архипов, 2-й гость — Петр Глубокий                                              |                                                           |            |

Источники: , 

## Видеозаписи
| Год  | Организация             | Дирижёр / Режиссёр / Художник | Солисты | Производитель     | Примечания |
| ---- | ----------------------- | ----------------------------- | --- | ----------------- | ---------- |
| 1979 | Оркестр Большого театра | Марк Эрмлер                   | Дон Жуан — Владимир Атлантов, Лепорелло — Александр Ведерников, Донна Анна — Тамара Милашкина, Лаура — Тамара Синявская, Дон Карлос — Владимир Валайтис, Монах, Статуя Командора — Владимир Филиппов | Гостелерадио СССР |            |

Источники: , 